# 3454 Lieske
3454 Lieske este un asteroid din centura principală, descoperit pe 24 noiembrie 1981 de Edward Bowell.